# Ted Meredith
Ted Meredith (n. 14 noiembrie 1891, Chester Heights⁠(d), Pennsylvania, SUA – d. 2 noiembrie 1957, Camden⁠(d), New Jersey, SUA) a fost un semifondist ce a reprezentat Statele Unite ale Americii, medaliat olimpic. A participat la 2 ediții ale Jocurilor Olimpice (1912, 1920) în care a câștigat două medalii de aur în probele de 800 m și 4x400 m.

## Palmares
| An   | Competiție        | Locație           | Loc    | Eveniment | Note   |
| ---- | ----------------- | ----------------- | ------ | --------- | ------ |
| 1912 | Jocurile Olimpice | Stockholm, Suedia | 4      | 400 m     | 49,2   |
| 1912 | Jocurile Olimpice | Stockholm, Suedia | 1      | 800 m     | 1:51,9 |
| 1912 | Jocurile Olimpice | Stockholm, Suedia | 1      | 4x400 m   | 3:16,6 |
| 1920 | Jocurile Olimpice | Anvers, Belgia    | 4 (sf) | 400 m     | 50,6   |
| 1920 | Jocurile Olimpice | Anvers, Belgia    | 4      | 4x400 m   | 3:24,4 |